# 栗原乙女
栗原 乙女（くりはら の おとめ、生没年不詳）は、奈良時代の女官。姓は勝のち宿禰。位階は従五位下。氏は柴原（しばはら）、名は乙妹女（おといもめ）・弟妹（おとも）とも記される。

## 経歴
光仁朝の宝亀元年（770年）11月、无位より外従五位下に昇叙したとあるのが、史料における初見。この時の叙位は、天皇が御鹿原（みかのはら、山背国相楽郡瓶原）に行幸した際に、天皇に奉仕したことによるもので、後宮出身の女性であったと考えられている。
翌2年（771年）4月、同族の浄足とともに宿禰姓を与えられ、同8年（777年）6月、従五位下に叙爵されている。

## 官歴
『続日本紀』による。
- 宝亀元年（770年）11月20日：外従五位下
- 宝亀2年（771年）4月26日：勝から宿禰に改姓
- 宝亀8年（777年）6月26日：従五位下